# ウォーライクゴッデス
ウォーライクゴッデス（War Like Goddess）は、アメリカ合衆国の競走馬である。主な勝ち鞍は2021年のフラワーボウルステークス、2022年・2023年のジョーハーシュ・ターフクラシックステークス。

## 概要

### 3歳（2020年）
9月26日のチャーチルダウンズ競馬場の未勝利戦をジュリアン・ルパルーを鞍上にデビューして初勝利を挙げる。続いて10月28日のチャーチルダウンズ競馬場の条件戦をジェームズ・グラハムを鞍上に迎えて勝利して連勝とした。

### 4歳（2021年）
鞍上をルパルー騎手に戻して2月27日のザベリーワンステークス(G3)に出走するも5着に敗れた。3月27日のオーキッドステークス(G3)に出走して勝利を挙げてグレード競走初制覇を果たした。
4月23日のビウィッチステークス(G3)では後方3番手待機で脚を貯め、コーナーワークで最内から大外に持ち出す。直線では溜めた末脚を爆発させて3馬身3/4差の圧勝でグレード競走を連勝した。
8月10日のグレンズフォールズステークス(G2)では最後方待機での競馬。そのままの位置取りで直線を迎えると大外から進出を開始。末脚を爆発させると一気に前の馬らを交わしていき、3馬身1/4差でグレード競走3連勝とした。
9月5日のフラワーボウルステークス(G1)では1番人気での出走。4番手の追走から、直線で内埒沿いの位置から外へ切り替えて2馬身1/4差の完勝。グレード競走4連勝でG1初制覇を果たした。
その後は11月6日のブリーダーズカップ・フィリー&メアターフ(G1)に出走するもラヴズオンリーユーの3着に敗れた。

### 5歳（2022年）
新たにジョエル・ロサリオを鞍上に迎えて4月30日のビウィッチステークス(G3)から始動。圧倒的な1番人気に支持されての出走となった。5頭立ての3番手を追走するなか折り合いに苦労する場面が見られた。それでも直線入口で強引ながらも進路を確保すると力強く抜け出して1馬氏3/4差で完勝した。
8月6日のグレンズフォールズステークス(G2)では中団に控えての競馬。第3コーナーから持ったままの手応えで外から進出開始。後続が並び掛けてくるも、それを待って軽く仕掛けると瞬く間に差を広げて最後は流して1馬身3/4差を連覇を果たした。
9月3日のフラワーボウルステークス(G2)に圧倒的な1番人気で出走。6頭立ての最後方から競馬を進め、直線では馬群を割って伸びるも、好発馬からハナを切ったバージニアジョイに逃げ粘られてしまいクビ差の2着。連覇達成とはならなかった。
10月8日にジョーハーシュ・ターフクラシックステークス(G1)には鞍上がホセ・レスカーノに乗り替わって出走。出走馬唯一の牝馬ながらも単勝オッズ1.9倍の1番人気の支持を受けた。レースでは発馬を決めると逃げるバイバイメルヴィンから7・8馬身ほどの離れた3番手を追走。3馬身近くにまで距離を詰めて2週目の第3コーナーを迎えると進出を開始。直線半ば抜け出すと粘るバイバイメルヴィンに2馬身3/4差を付けて完勝。二度目のG1制覇を牡馬相手に捥ぎ取った。
その後は再び鞍上をロサリオ騎手に戻して11月5日のブリーダーズカップ・ターフ(G1)に2番人気で出走。馬群の名からから伸びるも馬群の外から伸びたレベルスロマンスの3着に敗れた。

### 6歳（2023年）
4月28日のビウィッチステークス(G3)から始動。圧倒的な1番人気を受けた。5頭立ての3番手から競馬を進めると第3コーナーから馬なりで進出。一気に先頭を伺い、直線で鞍上が仕掛けると2着に1馬身半差を付けて三連覇を果たした。
6月10日のニューヨークステークス(G1)では1番人気に推されるも、後方のまま見せ場なくマーケットセグメンテーションの6着。3連覇が懸かっていた8月3日のグレンズフォールズステークス(G2)では3番手の内を確保して直線で先頭に立つも、外に持ち出したマキューリックの強襲に逢いクビ差の2着に敗れた。
10月7日に行われたジョーハーシュ・ターフクラシックステークス(G1)ではジュニア・アルバラードを背に出走。レベルスロマンスに次ぐ2番人気の支持を受けた。レースは最低人気馬ソーハイが大逃げを打つと、2週目の向こう正面時点で後続に20馬身余りも引き離す展開となる。各馬が動きを見せ始めた最終コーナー場面でもソーハイとは10馬身以上の差があった。しかしながら馬群を捌きながら直線を迎えると残り2ハロンのところで2番手に上がり、脚の上がったソーハイを交わして独走態勢。2着ソルジャーライジングに4馬身半差を付ける圧勝で、三度目のG1制覇と連覇を果たした。

## 競走成績
以下は、JRA-VAN Ver. World、EQUIBASEの情報に基づく。
| 競走日     | 競馬場                 | 競走名                  | 格 | 距離（馬場）  | 頭数 | 枠番 | 馬番 | 着順 | タイム   | 着差          | 騎手           | 斤量 | 1着馬（2着馬）         |
| ---------- | ---------------------- | ----------------------- | -- | ------------- | ---- | ---- | ---- | ---- | -------- | ------------- | -------------- | ---- | ---------------------- |
| 2020.09.26 | チャーチルダウンズ     | 未勝利戦                |    | 芝1800m（良） | 9    | 9    | 9    | 1着  | 1:51.21  | （+3⁄4馬身）  | J.ルパルー     | 120  | （Leah Chase）         |
| 0000.10.28 | チャーチルダウンズ     | 条件戦                  |    | 芝2200m（稍） | 10   | 9    | 9    | 1着  | 2:22.69  | （3+1⁄4馬身） | J.グラハム     | 118  | （Three Flamingos）    |
| 2021.02.27 | ガルフストリームパーク | ザベリワンS             | G3 | 芝1900m（良） | 9    | 8    | 8    | 5着  | -        | 3+1⁄4馬身     | J.ルパルー     | 118  | Antoniette             |
| 0000.03.27 | ガルフストリームパーク | オーキッドS             | G3 | 芝2200m（良） | 9    | 1    | 1    | 1着  | 2:12.34  | （ハナ）      | J.ルパルー     | 117  | （Always Shopping）    |
| 0000.04.23 | キーンランド           | ビウィッチS             | G3 | 芝2400m（稍） | 11   | 8    | 8    | 1着  | 2:29.21  | （3+3⁄4馬身） | J.ルパルー     | 120  | （Delta's Kingdom）    |
| 0000.08.08 | サラトガ               | グレンズフォールズS     | G2 | 芝2400m（良） | 7    | 3    | 3    | 1着  | 2:27.55  | （3+1⁄4馬身） | J.ルパルー     | 124  | （My Sister Nat）      |
| 0000.09.04 | サラトガ               | フラワーボウルS         | G1 | 芝2200m（良） | 6    | 3    | 3    | 1着  | 2:13.07  | （2+1⁄4馬身） | J.ルパルー     | 122  | （Great Island）       |
| 0000.11.06 | デルマー               | BCフィリー&メアターフ   | G1 | 芝2200m（良） | 12   | 7    | 7    | 3着  | -        | +1⁄2馬身      | J.ルパルー     | 124  | Loves Only You         |
| 2022.04.29 | キーンランド           | ビウィッチS             | G3 | 芝2400m（良） | 5    | 4    | 4    | 1着  | 2:31.26  | （1+3⁄4馬身） | J.ロザリオ     | 118  | （Family Way）         |
| 0000.08.06 | サラトガ               | グレンズフォールズS     | G2 | 芝2400m（良） | 7    | 6    | 6    | 1着  | 2:29.33  | （1+1⁄4馬身） | J.ロザリオ     | 122  | （Temple City Terror） |
| 0000.09.03 | サラトガ               | フラワーボウルS         | G2 | 芝2200m（良） | 6    | 3    | 3    | 2着  | -        | クビ          | J.ロザリオ     | 122  | Virginia Joy           |
| 0000.10.08 | アケダクト             | J.H.ターフクラシックS   | G1 | 芝2400m（稍） | 7    | 2    | 2    | 1着  | 2:27.29  | （2+3⁄4馬身） | J.レスカーノ   | 123  | （Bye Bye Melvin）     |
| 0000.11.05 | キーンランド           | BCターフ                | G1 | 芝2400m（良） | 13   | 2    | 2    | 3着  | -        | 3馬身         | J.ロザリオ     | 123  | Rebel's Romance        |
| 2023.04.28 | キーンランド           | ビウィッチS             | G3 | 芝2400m（稍） | 5    | 4    | 4    | 1着  | 2:32.11  | （1+1⁄2馬身） | J.ロザリオ     | 123  | （Temple City Terror） |
| 0000.06.09 | ベルモントパーク       | ニューヨークS           | G1 | 芝2000m（良） | 7    | 7    | 7    | 6着  | -        | 2+3⁄4馬身     | J.ロザリオ     | 123  | Marketsegmentation     |
| 0000.08.03 | サラトガ               | グレンズフォールズS     | G2 | 芝2400m（良） | 7    | 1    | 1    | 2着  | -        | クビ          | J.ロザリオ     | 122  | McKulick               |
| 0000.08.03 | アケダクト             | J.H.ターフクラシックS   | G1 | 芝2400m（重） | 8    | 2    | 2    | 1着  | R2:32.86 | （4+1⁄2馬身） | J.アルバラード | 123  | （Soldier Rising）     |
| 0000.11.04 | サンタアニタパーク     | BCターフ                | G1 | 芝2400m（良） | 11   | 11   | 11   | 7着  | -        | 4+1⁄4馬身     | J.アルバラード | 123  | Auguste Rodin          |
| 2024.06.07 | サラトガ               | ニューヨークS           | G1 | 芝1900m（良） | 13   | 10   | 10   | 3着  | -        | 3+1⁄4馬身     | J.アルバラード | 123  | Didia                  |
| 0000.07.07 | デラウェアパーク       | ロバートG.ディック記念S | G3 | 芝2200m（良） | 6    | 6    | 6    | 1着  | 2:16.60  | （1馬身）     | J.アルバラード | 118  | （Chop Chop）          |

## 血統表
| ウォーライクゴッデスの血統   | ウォーライクゴッデスの血統   | ウォーライクゴッデスの血統 | （血統表の出典）         | （血統表の出典） |
| 父系                         | ミスタープロスペクター系     | ミスタープロスペクター系   | ミスタープロスペクター系 | [ § 2 ]          |
| 父 English Channel 栗毛 2002 | 父の父Smart Strike 鹿毛 1992 | Mr. Prospector             | Raise a Native           | Raise a Native   |
| 父 English Channel 栗毛 2002 | 父の父Smart Strike 鹿毛 1992 | Mr. Prospector             | Gold Digger              |                  |
| 父 English Channel 栗毛 2002 | 父の父Smart Strike 鹿毛 1992 | Classy 'n Smart            | Smarten                  | Smarten          |
| 父 English Channel 栗毛 2002 | 父の父Smart Strike 鹿毛 1992 | Classy 'n Smart            | No Class                 |                  |
| 父 English Channel 栗毛 2002 | 父の母Belva 鹿毛 1998        | Theatrical                 | Nureyev                  | Nureyev          |
| 父 English Channel 栗毛 2002 | 父の母Belva 鹿毛 1998        | Theatrical                 | *ツリーオブノレッジ      |                  |
| 父 English Channel 栗毛 2002 | 父の母Belva 鹿毛 1998        | Committed                  | Hagley                   | Hagley           |
| 父 English Channel 栗毛 2002 | 父の母Belva 鹿毛 1998        | Committed                  | Minstinguette            |                  |
| 母 Misty North 鹿毛 2010     | 母の父North Light 鹿毛 2001  | *デインヒル                | Danzig                   | Danzig           |
| 母 Misty North 鹿毛 2010     | 母の父North Light 鹿毛 2001  | *デインヒル                | Razyana                  |                  |
| 母 Misty North 鹿毛 2010     | 母の父North Light 鹿毛 2001  | Sought Out                 | Rainbow Quest            | Rainbow Quest    |
| 母 Misty North 鹿毛 2010     | 母の父North Light 鹿毛 2001  | Sought Out                 | Edinburgh                |                  |
| 母 Misty North 鹿毛 2010     | 母の母Misty Gallop 鹿毛 2001 | Victory Gallop             | Cryptoclearance          | Cryptoclearance  |
| 母 Misty North 鹿毛 2010     | 母の母Misty Gallop 鹿毛 2001 | Victory Gallop             | Victorious Lil           |                  |
| 母 Misty North 鹿毛 2010     | 母の母Misty Gallop 鹿毛 2001 | Romanette                  | Alleged                  | Alleged          |
| 母 Misty North 鹿毛 2010     | 母の母Misty Gallop 鹿毛 2001 | Romanette                  | Laughing Bridge          |                  |
| 母系(F-No.)                  | Mrs Quickly(FN:22-c)         | Mrs Quickly(FN:22-c)       | Mrs Quickly(FN:22-c)     | [ § 3 ]          |
| 5代内の近親交配              | Northern Dancer：S5×M5       | Northern Dancer：S5×M5     | Northern Dancer：S5×M5   | [ § 4 ]          |
| 出典                         | 1. 2. 3. 4.                  | 1. 2. 3. 4.                | 1. 2. 3. 4.              | 1. 2. 3. 4.      |